# Alexander James Adams
Alexander James Adams (nacido el 8 de noviembre de 1962) es un cantante, músico y compositor estadounidense, oriundo de California, que se especializa en los géneros de música celta y música del mundo. En sus interpretaciones, Alexander combina los temas míticos, fantásticos y tradicionales de la música de Irlanda, alternando entre el uso de instrumentales de violín tradicional y canciones acompañadas de guitarra, bodhrán y violín. Alexander James Adams también ha sido un artista popular e influyente en el campo de la música filk y ganador de múltiples premios Pegasus.

## Reseña biográfica
Alexander es un hombre trans. Antes de comenzar a hacer giras en el año 2007 como Alexander James Adams, realizó sus presentaciones durante los primeros 25 años de su carrera musical bajo el nombre de Heather Alexander.   En su sitio web se refiere a sí mismo como el "heredero" de Heather Alexander y con ese nombre continúa acreditando las canciones que originalmente fueron lanzadas así.
La última actuación pública que realizó bajo el nombre de Heather fue en OryCon 2006. Su debut como Alexander James Adams fue en la edición número 30 del Norwescon en Seattle, el 6 de abril de 2007.

## Carrera musical

### Mediados de 1980-2006
Alexander comenzó a tocar música original a mediados de los ochenta para amigos, ferias del Renacimiento y convenciones de ciencia ficción. Durante una de sus presentaciones en una convención, publicaciones Off Centaur estaba grabando las distintas actuaciones y pidió incluir a Alexander. Este fue el inicio de una asociación, principalmente en trabajos por encargo, en la que Alexander grabó para Off Centaur y más tarde para Firebird Arts and Music.
Alexander cofundó la banda de rock de fusión celta Phoenyx finalizando la década de 1980, con la que lanzó el álbum "Keepers of the Flame" . Después de alcanzar un alto grado de fama local, a banda se disolvió en 1991 y de su álbum ya no se realizan nuevas copias.
Tras la disolución de Phoenyx, Alexander retomó su carrera en solitario. El sello Firebird Arts & Music le produjo un álbum en vivo con muy buenos resultados en ventas, lo que inspiró a Alexander a crear su propio sello: Sea Fire Productions, Inc. Bajo este nuevo sello, lanzó el álbum "Wanderlust"  en 1994. A este álbum, le siguieron dos álbumes más de conciertos en vivo y varios álbumes de estudio.
Además continuar actuando como solista, en el año 2001, Alexander fundó la banda Uffington Horse junto con Andrew Hare y Dan Ochipinti. En 2004, se ofreció a los fans una tirada limitada del CD promocional de la banda para ayudar a financiar la grabación de "Enchantment", el primer álbum de estudio de Uffington Horse, publicado en ese mismo año.
 

En 2002, en una entrevista para Strange Horizons, Alexander le dijo "tiendo a pensar en mí como 'artista musical'. Canto, juego, compongo y cuento historias".

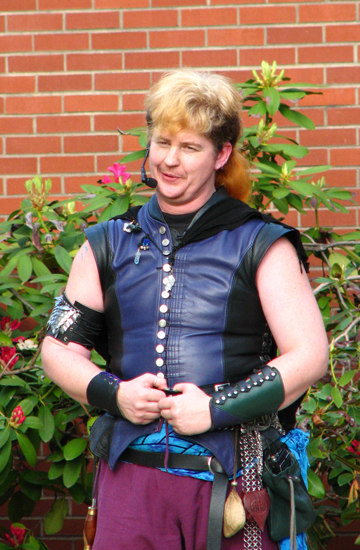
Alexander James Adams en una presentación en abril de 2007

### 2007-presente
Alexander realizó una transición de género a hombre a inicio del año 2007. Cambió su nombre a Alexander James y, desde abril de 2007, ha actuado en muchos de los lugares en los que anteriormente había tocado como Heather Alexander. 
Alexander James Adams continuó tocando con Uffington Horse, además de formar una nueva banda llamada Tricky Pixie, junto con SJ Tucker y Betsy Tinney. En el verano de 2007, la banda lanzó una grabación de su primer concierto, Live!, que es la primera grabación publicada de la voz de Alexander James después de su transición como hombre trans.
El primer álbum en solitario de Alexander James después de su transición fue "Cat & The Fiddle", un álbum completamente instrumental. El álbum "Balance of Nature", lanzado en el otoño de 2007, mezcló algunas de sus obras más antiguas (como "Creature of the Wood") con nuevas canciones.
En noviembre de 2007 se lanzó el álbum "Wintertide", con duetos entre las voces de Alexander James Adams y Heather Alexander. Como se señaló en la entrevista de Alexander James en Just Out, "Wintertide" es el primer álbum con una serie de estos duetos. Lanzado en julio de 2008, "A Familiar Promise"  también incluye duetos entre ambas voces.

## Colaboraciones y referencias literarias

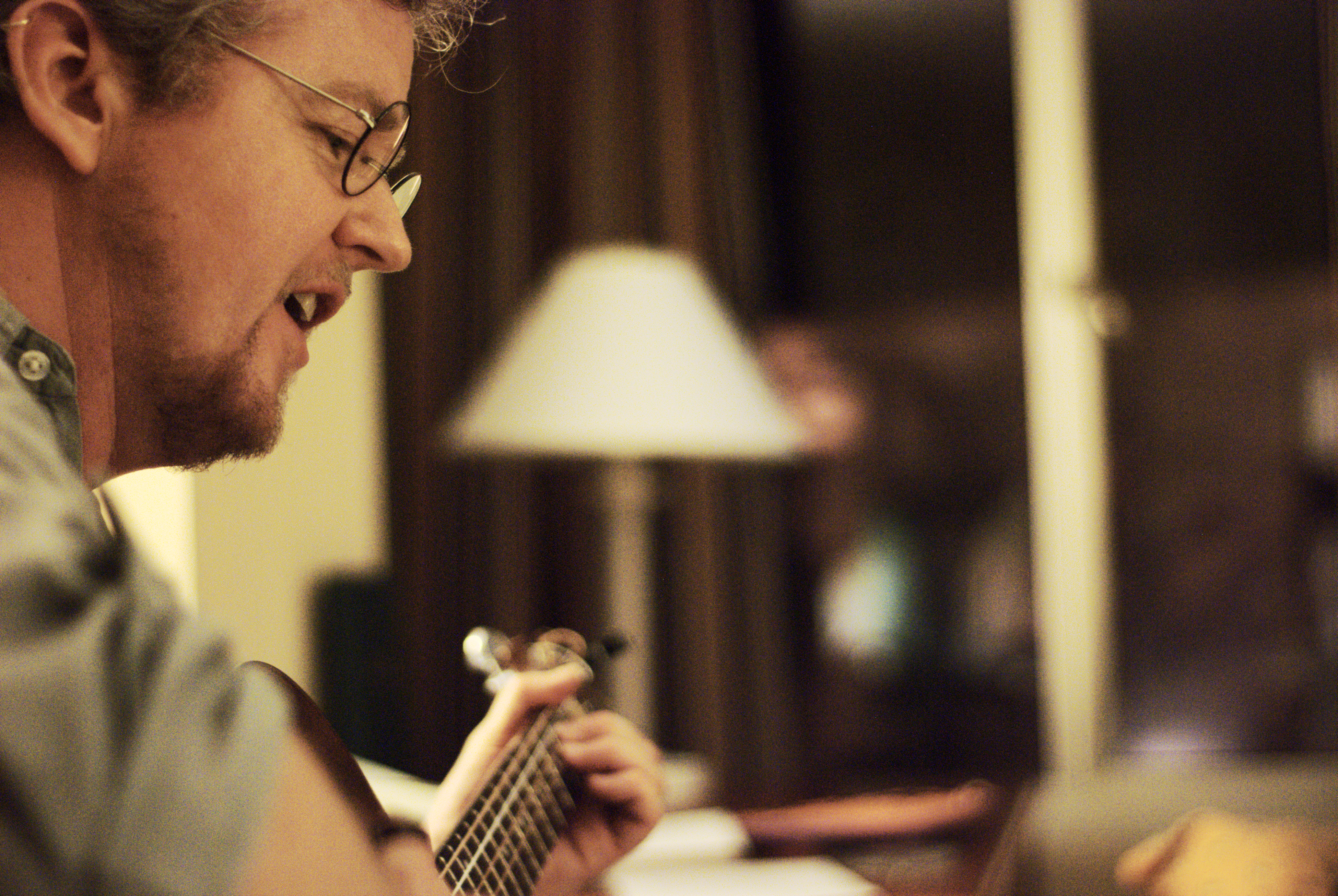
Alexander James Adams en Conflikt en enero de 2010

Varios de los álbumes de Firebird Arts and Music incluyen colaboraciones con Mercedes Lackey, inspirados en las obras de Andre Norton.
El álbum "Insh'Allah", de 2002, se inspiró en la novela "Lion's Blood" de Steven Barnes. Tanto las canciones, como el libro, se escribieron al mismo tiempo y varias de las estas canciones se citan en el libro y en su secuela.
De modo similar, el álbum "Merlin's Descendants", de 2006, se basa en la ficción de Irene Radford.
En la trilogía "Island in the Sea of Time", SM Stirling cita la letra de las canciones de Alexander. En su serie "Emberverse", SM Stirling presenta un personaje que es un músico de pelo rojo que toca la guitarra, el violín y el bodhran con el nombre Juniper Mackenzie. Las letras de las canciones de Alexander se utilizan como las canciones de Mackenzie en el libro.
Tanto en la serie "Paladin of Shadows", como en la serie "Council Wars", John Ringo cita la canción "March of Cambreadth" de Alexander, como la canción de batalla de los Centuriones. Las canciones "March of Cambreadth" y"Black Unicorn" se citan también en la serie"Looking Glass".
En su libro "Defiant", Mike Shepherd usó la canción "March of Cambreadth" y ese libro también tiene un personaje llamado Heather Alexander.
Varias de las canciones de Alexander han sido parodiadas, la más destacada es "March of Cambreadth".

## Premios
Como Heather Alexander:
| Año  | Premio        | Categoría                   | Nominado / Canción |
| ---- | ------------- | --------------------------- | ------------------ |
| 1995 | Premio Pegaso | Mejor intérprete            | Nominado           |
| 1996 | Premio Pegaso | Mejor escritor / compositor | Ganador            |
| 1996 | Premio Pegaso | Mejor intérprete            | Ganador            |
| 1998 | Premio Pegaso | Mejor Canción Mítica        | Nominado           |
| 1998 | Premio Pegaso | Mejor adaptación            | Nominado           |
| 2006 | Premio Pegaso | Mejor canción de batalla    | Ganador            |
| 2018 | Premio Pegaso | Mejor Canción Filk Clásica  | Ganador            |

Como Alexander James Adams:
| Año  | Premio        | Categoría        | Nominados y destinatarios |
| ---- | ------------- | ---------------- | ------------------------- |
| 2011 | Premio Pegaso | Mejor intérprete | Nominado                  |
| 2013 | Premio Pegaso | Mejor intérprete | Ganador                   |

## Discografía
Los álbumes listados a través de Everafter están como Heather Alexander. Posteriormente aparecen a nombre de Alexander James Adams. A pesar de su transición, todas las letras, música y grabaciones originalmente con derechos de autor a nombre de Heather Alexander, conservan los derechos de autor bajo ese nombre.

### Álbumes en solitario
A menos que se indique lo contrario, los álbumes incluyen una mezcla de música celta tradicional y música original.
- "Freedom, Flight and Fantasy"  de 1990. Firebird Arts and Music. Letras: Mercedes Lackey. Música: Leslie Fish . Arreglos: Cecilia Eng .[13]
- "Heather Alexander, Live"  de 1992. Firebird Arts and Music. Alexander canta y toca la guitarra, el bodhran y el violín tradicional.
- "Songsmith" , de 1993. Firebird Arts and Music. Canciones basadas en el libro "Songsmith" de Andre Norton y AC Crispin .
- "Wanderlust " de 1994. Sea Fire Productions, Inc. Primera grabación de estudio en el propio sello de Alexander con músicos de respaldo.
- "Shadow Stalker" de 1994. Firebird Arts and Music. Letras: Mercedes Lackey & DF Sanders. Música: Heather Alexander y Cecilia Eng. Arreglos: Heather Alexander.
- "Life's Flame" de 1996. Sea Fire Productions, Inc. Segundo álbum en vivo. Alexander canta y toca la guitarra, el bodhran y el violín.
- "Midsummer" de 1997. Sea Fire Productions, Inc. Segunda grabación de estudio en el propio sello de Alexander con músicos de respaldo.
- "A Gypsy's Home" de 2001. Sea Fire Productions, Inc. Tercera grabación de estudio en el propio sello de Alexander con músicos de respaldo.
- "Insh'Allah — Music of Lion's Blood" de 2002. Sea Fire Productions, Inc. Canciones basadas en el mundo del libro "Lion's Blood" de Steven Barnes. El libro y el álbum se escribieron al mismo tiempo; Barnes cita letras de las canciones en el libro.
- "Festival Wind" de 2003. Sea Fire Productions, Inc. Tercer álbum en vivo. Alexander canta y toca la guitarra, el bodhran y el violín tradicional.
- "Album of Secrets" de 2003. Sea Fire Productions, Inc. Principalmente errores y tomas descartadas de la grabación de "Festival Wind ".
- "Merlin's Descendants" de 2006. Sea Fire Productions, Inc. Canciones basadas en la serie "Merlin's Descendants" de Irene Radford.[13]
- "Arms of the Sea" de 2006. Sea Fire Productions, Inc. Salomas de marineros tradicionales y originales.
- "Everafter" de 2007. Sea Fire Productions, Inc. Último álbum en solitario de Heather Alexander. Esta es una grabación de estudio con músicos de respaldo. (A pesar de tener el mismo nombre que el DVD, el álbum no es una banda sonora de DVD. )
- "Cat & The Fiddle" de 2007. Sea Fire Productions, Inc. Melodías instrumentales de violín tradicional.[5]
- "Balance of Nature" de 2007. Sea Fire Productions, Inc. En su mayoría canciones nuevas, algunas canciones antiguas regrabadas, como "Creature of the Wood", y algunas canciones que mezclan lo antiguo y lo nuevo, como "He of the Sidhe".[5]
- "Wintertide" de 2007. Sea Fire Productions, Inc. Álbum de Yule con canciones tradicionales y originales de Heather Alexander y Alexander James Adams, con duetos entre ambas voces.[5]
- "A Familiar Promise" de 2008. Sea Fire Productions, Inc. Álbum de estudio con canciones nuevas y antiguas.[5]
- "Harvest Season: Second Cutting" de 2010. Sea Fire Productions, Inc. Álbum de estudio con canciones nuevas y antiguas.[5]
- "UnSeelie Self "de 2010. Sea Fire Productions, Inc. Álbum de estudio con canciones nuevas y antiguas.[5]

### Álbumes de bandas
- "Keepers of the Flame", Phoenyx, 1990. Phoenyx y Sea Fire Productions, Inc. Emitido por la banda en 1990. Ya no se editan nuevas copias.
- "Uffington Horse Promotional Album", Uffington Horse, 2004. Sea Fire Productions, Inc. Creado con fines promocionales; se ofreció una edición limitada a los aficionados en 2004.[14]
- "Enchantment", Uffington Horse, 2004. Sea Fire Productions, Inc. Álbum de estudio de Uffington.[15]
- "Live!", Tricky Pixie, 2007. Contiene canciones escritas e interpretadas por Alexander James Adams, SJ Tucker y Betsy Tinney. Ya no se editan nuevas copias.
- "Mythcreants", Tricky Pixie 2009. Contiene canciones escritas e interpretadas por Alexander James Adams, SJ Tucker y Betsy Tinney.

### DVD
- "Everafter", febrero de 2007. Sea Fire Productions, Inc. Grabación del último concierto público de Heather Alexander en noviembre de 2006 en Orycon. Alexander cantó y tocó la guitarra, el bodhran y el violín. Los materiales extra incluyen algunas actuaciones en un pub y una entrevista.
- "Yule Concert", diciembre de 2009. Sea Fire Productions, Inc. Grabación del concierto de diciembre de 2009 de Alexander James Adams en el Lucky Lab Pub.
- "Ember Days Original Motion Picture Soundtrack" ("Banda sonora original de la película Ember Days"). Pixiehouse Productions.[16]

### Libros
- Folleto de"Everafter", febrero de 2007. Un breve cuento de hadas.
- "The Heather Alexander Songbook" ("El Cancionero de Heather Alexander") se publicó a finales de 2007. Incluye letras y música para los álbumes de Sea Fire Productions desde "Wanderlust" hasta "Everafter".

### Apariciones como invitado
Esto incluye compilaciones y apariciones de acompañamiento para otros artistas.
- "Come Find Me", Fox Amoore, 2014. Alexander pareció en la pista "Kellashee".
- "Thirteen", Vixy y Tony, 2008. Alexander interpretó el violín y la percusión en la pista "Apprentice".
- "Gaia Circles", Gaia Consort, 2000. Alexander interpretó el violín en la mayoría de las pistas.[8]
- "Firestorm: Songs of the Third World War", Leslie Fish. Alexander canta en la pista "Better than Who".[8]
- "The Constellation", Hank Cramer, 2003.[8]
- "Roundworm" , varios artistas, 2000. Parodias de canciones de Bob Kanefsky . Canta "December of Cambreadth", una parodia de "March of Cambreadth", y "Something's Under The Bed", una parodia de "Up In The Loft".[8]